# سید محمد موسوی زنجانی

سيد محمد موسوی زنجانی

سید محمد موسوی زنجانی (۱۲۴۷-۱۳۱۶)، مجتهد شیعه و نماینده زنجان در مجلس موسسان بود.
در سال ۱۲۸۴ هجری قمری (۱۲۴۷) در زنجان در خانواده‌ای با پیشینه روحانی متولد شد. تحصیلات مقدماتی را در شهر زادگاهش گذراند. سپس رهسپار تهران شد و از درس معقول و فلسفهٔ میرزا ابوالحسن جلوه و آقا علی حکیم نوری استفاده کرد. بعد از مدتی به نجف رفت و در درس آخوند خراسانی، عبدالله لاهیجی حاضر شد. پس از دریافت مقام اجتهاد به زنجان بازگشت و به تدریس و تحقیق و تربیت شاگرد پرداخت. او در روز پنجشنبه ۸ ذی‌القعده ۱۳۵۵ هجری قمری (۱۳۱۶) در زنجان درگذشت. جنازهٔ او را به کربلا حمل کردند و در رواق سرداب آرامگاه ابوالفضل به خاک سپردند. مجلس ترحیم او در قم توسط عبدالکریم حائری یزدی منعقد شد.
پل حاج سید محمد بر روی رودخانه زنجان رود از بناهای اوست.
او داماد میرزا ابوطالب زنجانی بود. دو فرزند او، سید ابوالفضل و سید رضا زنجانی از روحانیون حامی محمد مصدق بودند.

## منبع
- موسوی زنجانی، ابراهیم (۱۳۵۲)، تاریخ زنجان: علما و دانشمندان، تهران: کتابفروشی مصطفوی